# Grendelgrondwet
De grendelgrondwet is een begrip uit de Belgische politiek. Het houdt in dat de Belgische Grondwet een aantal zaken regelt bij bijzondere wet, die slechts kunnen gewijzigd worden met een tweederdemeerderheid in het parlement en eveneens een meerderheid in elke taalgroep.  Het doel van deze grendel is slechts wijzigingen toe te staan die door beide Gemeenschappen worden onderschreven. Dit betekent dat de Vlaamse Gemeenschap, die ongeveer 60% van de Belgische bevolking uitmaakt, en de Franse Gemeenschap, die ongeveer 40% van de bevolking uitmaakt, niet in staat zijn om eigenhandig de Grondwet aan te passen. De grendelgrondwet werd ingevoerd in 1970.
De mogelijkheid voor alarmbelprocedure en belangenconflict door een minderheid is eveneens in de Grondwet ingeschreven. Een compromis is dan ook vaak verplicht om een akkoord te bereiken.